# Errno.h
errno.h는 C의 표준 라이브러리 내의 헤더 파일이다. errno (오류 번호 ("error number")의 줄임말) 라는 정적 메모리 위치에 저장된 오류 코드를 통해 오류 상태를 보고 및 검색하기 위한 매크로를 정의한다.
한 값 (오류 번호)은 에러를 감지 했을 때 특정 라이브러리 함수에 의해 errno에 저장된다. 프로그램 시작시, 이 값에는 0이 저장된다. 라이브러리 함수들은 오직 0보다 큰 값을 저장한다. 모든 라이브러리 함수는 오류를 감지하는 지 여부와 상관없이 반환 전에 저장된 값을 대체할 수 있다. 대부분 함수들은 특별한 값, 보통 포인터를 반환하는 함수의 경우 NULL 및 함수의 경우 -1을 반환하여 오류를 감지했음을 나타낸다. 몇 가지 함수는 호출자가 사전에 errno으로 설정하고 이후에 오류를 감지했는지 그 다음 오류를 감지했는지 확인하기 위해 테스트를 해야 한다.
대부분의 함수는 특별한 값, 보통 포인터를 반환하는 함수의 경우 NULL 및 정수를 반환하는 함수의 경우 -1을 반환하여 오류를 감지했음을 나타낸다.
errno 매크로는 유형이 int인 lvalue으로 확장되며, 플랫폼에 따라 extern 및 volatile 유형 지정자와 함께 errno 기능을 사용하는 함수에서 마지막으로 생성된 오류 코드가 포함된다. 본래 이는 정적 메모리 위치이지만 오늘날 매크로는 멀티 스레딩을 허용하기 위해 거의 항상 매크로가 사용되어 각 스레드에 자체 오류 번호를 볼 수 있도록 되어 있다.
이 헤더 파일은 에러 코드를 나타내기 위한 정수형 상수를 나타내는 매크로도 정의한다. 이 C 표준 라이브러리는 아래 3개의 매크로로 정의되는 데 필요하다.
EDOM
함수 도메인의 바깥의 파라미터의 결과. 예 - sqrt(-1)
ERANGE
함수의 범위 바깥 결과로부터 나온 결과. 예 -  32비트 길이의 시스템에서 strtol("0xfffffffff",NULL,0)
EILSEQ (1에서 C89으로 1994년 개정된 표준을 필요로 함)
잘못된 바이트 시퀀스의 결과. 예 - UTF-8를 쓰는 시스템 상의 mbstowcs(buf,"\xff", 1).
IBM AIX, 리눅스 혹은 솔라리스와 같은 POSIX 호환 운영 체제에는 파일을 열 수 없는 경우를 위한 EACCES와 같은 것 외에 위의 것 보다 훨씬 더 많은 오류 값을 포함된다. C++11 추가적으로 POSIX 사양에서 발견되는 많은 동일한 값을 정의한다.
전통적으로, intro(2)라는 이름으로 지어진 유닉스 시스템 메뉴얼의 첫번째 페이지에 모든 errno.h 매크로가 게시되어 있으나 리눅스는 errno(3)에 매크로들이 게시되어 있다.